# Юрас Баніс
Ю́рас Ба́ніс (лит. Jūras Banys; 30 грудня 1962, Вільнюс) — литовський фізик, хабілітований доктор наук, професор; проректор Вільнюського університету (з 2007 року), виконувач обов'язків ректора Вільнюського університету з 9 жовтня 2012 року.

## Життєпис
Закінчив Вільнюську 9-у середню школу. У 1985 року закінчив фізичний факультет Вільнюського університету. У 1990 році у Вільнюському університеті захистив докторську дисертацію «Мікрохвильові дослідження сегнетоелектричних м'яких мод у напівпровідникових кристалах TLB m C2 vi» („Puslaidininkinių kristalų TIB C minkštųjų segnetoelektrinių modų mikrobangiai tyrimai“).У 2000 році там же захистив хабілітаціонную дисертацію „Fazinių virsmų TiGaSe2 tipo chalkogeniduose, maišytuose betaino fosfato/betaino fosfito kristaluose ir CaMoO4 tipo kristaluose radio- ir mikrobangė spektroskopija“.
З 1985 року викладач Вільнюського університету, з 2000 року доцент. З 1999 року завідувач лабораторії діелектричної спектроскопії фазових переходів при кафедрі радіофізики фізичного факультету. Працював в Оксфордському та Лейпцизькому університетах.
В 2003–2007 роках був деканом фізичного факультету Вільнюського університету, з 2007 року — проректор з наукової частини.
9 жовтня 2012 року Сенат Вільнюського університету призначив тимчасово виконуючим обов'язки ректора («за» 62 голоси, «проти» 10, 4 бюлетені визнано недійсними).

## Нагороди та звання
Наукова премія Литви (2002) за цикл робіт (спільно з Саулюсом Лапінскісом та Евалдасом Торнау).